# Copenhagen Live 1964
Copenhagen Live 1964 ist ein Jazzalbum von Albert Ayler, das am 3. September 1964 im Jazzhus Montmartre in Kopenhagen aufgenommen und im April 2017 bei HatHut Records erschien. Zunächst wurden die Mitschnitte als The Copenhagen Tapes (Ayler Records, 2002) veröffentlicht. Gekoppelt mit dem Album European Radio Studio Recordings 1964 (2016) wurde das Album 2021 auf ezz-thetics unter dem Titel European Recordings Autumn 1964 revisited wiederveröffentlicht.

## Hintergrund
Im Juni 1964 trat Albert Ayler mit Gary Peacock (Bass) und Sunny Murray (Perkussion) im New Yorker Club Cellar Cafe auf (Prophecy); einen Monat später entstand das Album Spiritual Unity. Eine Woche danach traf das Ayler-Trio bei Aufnahmen für einen Filmsoundtrack (New York Eye and Ear Control) auf Don Cherry (Kornett), Roswell Rudd (Posaune) und John Tchicai (Altsaxophon). Im Herbst ging Ayler mit Cherry, Peacock und Sunny Murray auf eine Europatournee; mit weiteren Mitschnitten aus Kopenhagen für den Dänischen Rundfunk im Danmarks Radio Radiohuset Studio 2 (am 10. September 1964) und in Hilversum für Radio VARA (am 9. November 1964) von derselben Tour wurde das Album 2021 als European Recordings Autumn 1964 revisited wiederveröffentlicht.

## Titelliste

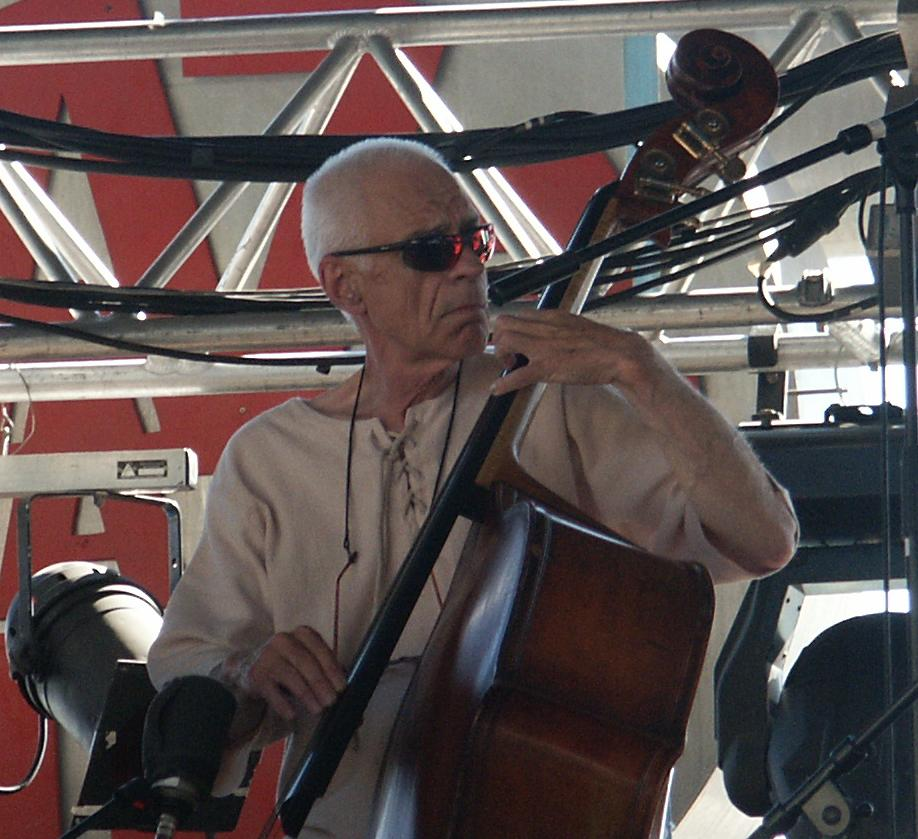
Gary Peacock

- Albert Ayler Quartet: Copenhagen Live 1964 (hatOLOGY 665[3])

1. Spirits 8:45
2. Vibrations 8:14
3. Saints 8:59
4. Mothers 7:41
5. Children 8:38
6. Spirits 1:18

- Albert Ayler Quartet with Don Cherry: European Recordings Autumn 1964 revisited (ezz-thetics 1107)[4]

CD 1
1. Angels 6:56
2. C.A.C. 5:00
3. Ghosts 7:29
4. Infant Happiness (Don Cherry) 6:06
5. Spirits 9:10
6. No Name 9:10
7. Vibrations 7:41
8. Saints 7:03
9. Spirits 4:42

CD 2
1. Spirits 8:45
2. Vibrations 8:14
3. Saints 8:59
4. Mothers 7:41
5. Children 8:38
6. Spirits 1:18

Wenn nicht anders vermerkt, stammen die Kompositionen von Albert Ayler.
Die Stücke 1-1 bis 1-6 entstanden am 6. November 1964 in Hilversum, 1-7 bis 1-9 am 10. September 1964 in Kopenhagen, die Stücke der zweiten CD am 3. September 1964 im Club Montmartre, Kopenhagen.

## Rezeption
Richard Brody schrieb in The New Yorker, dass nach Cecil Taylor Ayler der große Befreier war, der die Improvisation von harmonischen Untergründen und zu der Vorstellung der musikalischen Tonhöhe bis hin zum reinen Klang führte. Er tat es mit einer tiefen Fundierung in der Kirchenmusik der afroamerikanischen Tradition, Melodien des einfachen spirituellen Mysteriums, mit der er dann in die musikalische Metaphysik drang. „Copenhagen Live 1964“ sei eine außergewöhnliche Leistung von Aylers Quartett des Jahres 1964. Man erlebe „die epochale Kraft von der Revolution, die sie vollbrachten – und das stellte so etwas wie den Endpunkt des Jazz dar; mehr oder weniger ist der gesamte Jazz, der in der Folge entstanden ist, postapokalyptisch oder, wie Sun Ras Band es einige Jahre später formulierte After the End of the World“.
Mark Corroto verlieh dem Album in All About Jazz vier (von fünf) Sterne und meinte, dass Aylers frühe Karriere in Clevelands R&B-Szene nicht den Grundstein für seine musikalische Revolution gelegt habe. Vielleicht wäre es seine Zeit bei der US-Armee in Frankreich und der anschließende Umzug nach Schweden, der seine Bekehrung erleichterte. Er sei zu einer Art biblischer Hesekiel geworden, so der Autor, der eine Nachricht vom Himmel empfangen hätte. „Als der Schlagzeuger Sunny Murray und der Pianist Cecil Taylor den Saxophonisten in Europa zum ersten Mal hörten, wurde ihre Skepsis schnell zum Glauben. Sein kraftvoller Sound, von dem die Legende erzählt, dass er die Decken zerbrechen könnte, kam vollständig geformt an. Die Tatsache, dass 1962 niemand für Ayler bereit war, wirft die Frage auf, sind wir es jetzt? Heute können Sie den Saxophonisten John Dikeman und Mats Gustafsson, den modernen Nachkommen des Ayler-Sounds, zuhören und zum Glück einiges von der Musik hören, die er in seinem kurzen Leben gemacht hat.“
Zum vorliegenden Mitschnitt meinte Corroto, „die Brandgeräusche, ein Manna des Free-Jazz-Aficionados aus dem Himmel, werden hier liebevoll remastert, und Derek Taylors Anmerkungen geben dieser Sitzung einen historischen Kontext. Das Quartett beginnt mit dem nunmehr bekannten Stück ‚Spirits‘, einer Beschleunigung der Energie. Peacocks Agilität am Bass wird durch die Grazie ausgeglichen, mit der er die Architektur der Musik aufrechterhält. Während Ayler Wände (und Tradition) durchbrennt, fungiert Cherry als sein Leutnant, der manchmal Ayler eskortiert, bevor er ihn in neue Richtungen drängt. Wo [dessen] Bruder Don Ayler dreist war, bevorzugt Cherry einen subtileren Sound. Die Unheimlichkeit von ‚Saints‘ wird durch Murrays geisterhaftes Stöhnen und sein Verlassen des ständigen Pulses für einen fragmentierten Klang verstärkt.“ Man könne diese Musik revolutionär und frei nennen, resümiert der Autor. „Erkennen Sie aber auch, dass der Prophet Albert Ayler sich auf der Erde befunden hat, um diese Botschaft zu überbringen, eine, die Anhänger im Meister John Coltrane, dann in Gato Barbieri, David Murray, Paul Flaherty und die Rockikone Thurston Moore fand.“
Colin Fleming schrieb in JazzTimes: „Manchmal weiß man nicht, wohin man seine Aufmerksamkeit richten möchte. Murray und Peacock sind ein Wunder von einem Rhythmus-Team, das mehr Kontrapunkt und Farbe bietet als Rhythmus und Fluss, während man nie weiß, in welche Richtung Cherry sich als nächstes bewegen könnte. Der Typ ist schnell, schneller und formuliert seine Ideen am schnellsten. Ayler hat manchmal einen vollmundigen Ton, der an einen Tenormeister wie Sonny Rollins aus der Mitte des Jahrhunderts erinnert, aber es gibt nichts weiter entferntes Rollins-ähnliches – oder irgendjemanden-ähnliches – zu seinem Spiel. Dass sie mit New Orleans-Begräbnismusik arbeiten, um die interstellaren Stylings zu ergänzen, macht diesen Set zu einem schurkenhaften Outfit, an das keine andere Jazzband herankam.“
„Albert und Don waren zwei Kinder, die in einer nicht hörenden Welt umherirrten“, schrieb Brian Morton in den Liner Notes zu European Recordings Autumn 1964 revisited. „Sie haben sich gefunden und bei diesen bemerkenswerten Auftritten in einem Radiostudio und einem berühmten Club haben sie einfach zugelassen, dass ihr Selbst in Musik umgesetzt wird. Was wir hören, ist dieses Gefühl des Hierseins ... Albert und Don (und wie berührend, dass Cherry den Namen und das Instrument seines Bruders widerhallt) passen nicht ohne weiteres in die fortschreitenden oder (r)evolutionären Modelle der Jazzgeschichte.“ Wie auch immer die Linien gezogen würden, scheinen sie Ausreißer zu sein. „Das macht natürlich ihre Genialität aus, und sie durchdringt alles, was Sie auf diesem Album hören werden.“
Nach Ansicht von Chris May, der European Recordings Autumn 1964 revisited in All About Jazz rezensierte, wurden viele Versuche unternommen, die Quelle der Muse des Tenorsaxophonisten Albert Ayler in der amerikanischen Geschichte und Kultur zu lokalisieren. Zu den weniger ausgefallenen Vorschlägen gehören die Feldschreie der Sklaven, die auf Plantagen im Süden schuften, und die Tradition der Pfingstkirche, in Zungen zu reden. Angesichts der Bedeutung, die Aylers Eltern dem Kirchenbesuch als Kind beimaßen, und seines eigenen anhaltenden Interesses an spirituellen Themen könnte das „Sprechen in Zungen“ durchaus eine Rolle spielen. Die wahrscheinlichste Quelle jedoch, die jedoch am häufigsten übersehen werde, lag in Aylers Kopf und Herzen: „Sein Stil war seine eigene Schöpfung, sein eigenes Geschenk an die Welt.“ Bei der Europatournee 1964 zeige Don Cherry durchweg eine wunderbar ergänzende Präsenz und Aylers Stammbandkollegen, der Bassist Gary Peacock und der Schlagzeuger Sunny Murray, seien in voller Blüte.
Raul Da Gama hebt besonders auf die sich bei European Recordings Autumn 1964 revisited zeigende Partnerschaft zwischen Ayler und Cherry ab; sie spiegele „eine Symbiose wider, die unheimlich und oft atemberaubend ist.“ Auf European Recordings Autumn 1964 revisited seien „sowohl Ayler als auch Cherry wie galoppierende Gazellen, die mit Eleganz und Kraft von einem Ende zum anderen schreiten.“ Die Musik glänze durch Virtuosität, sei immer lyrisch und tiefgründig. Der Bassist Gary Peacock und insbesondere der Schlagzeuger Sunny Murray bewegten sich ebenbürtig neben den Bläsern und bildeten eine perfekt verschmolzene musikalische Kraft.